# Film de bidasses
Le film de bidasses désigne un film comique sur le thème des bidasses, soldats de conscription, généralement peu motivés. L'humour tourne généralement autour des stratégies de ces derniers pour se faire réformer, de leur incompétence (voire celle de leurs supérieurs) ou des tentatives de séduction de la jolie fille du régiment.

## En France

### Les précurseurs
- Claude Zidi :
  - Les Bidasses en folie (1971) (avec Les Charlots)
  - Les bidasses s'en vont en guerre (1973) (avec Les Charlots)

- Robert Lamoureux :
  - Mais où est donc passée la septième compagnie ? (1973)
  - Opération Lady Marlène (1974)
  - On a retrouvé la septième compagnie (1974)
  - La Septième Compagnie au clair de lune (1977)

### Les épigones
- Michel Ardan :
  - Les Bidasses en vadrouille (1979)

- Jacques Besnard :
  - Le Jour de gloire (1976)
  - Général... nous voilà ! (1978)

- Michel Caputo :
  - Les Planqués du régiment (1983)

- Philippe Clair :
  - Les Bidasses en cavale (alias Le Grand fanfaron alias Le Grand fanfaron et le petit connard) (1976)
  - Comment se faire réformer (1977)
  - Les réformés se portent bien (1978)

- Raphaël Delpard :
  - Les Bidasses aux grandes manœuvres (1981)

- Michel Gérard :
  - Soldat Duroc, ça va être ta fête (1974)
  - Arrête ton char... bidasse ! (1977)
  - Les Surdoués de la première compagnie (1981)

- Alain Nauroy :
  - Faut s'les faire... ces légionnaires ! (1981)

- Max Pécas :
  - Marche pas sur mes lacets (1977)
  - Embraye bidasse, ça fume (1978)

- Michel Vocoret :
  - Les Bidasses au pensionnat (1978)
  - Le Retour des bidasses en folie (1982) (avec Les Charlots)

## En Allemagne
- Le Brave Soldat Chvéïk (1960)
- Kein Bund für’s Leben (2007)

## Aux États-Unis
- Charlot soldat
- Deux nigauds soldats
- Catch-22
- Delta Farce
- Good Morning, Vietnam
- How I Won the War
- Allez coucher ailleurs
- M*A*S*H
- Permission jusqu'à l'aube
- No Time for Sergeants
- Opération Jupons
- Major Payne
- La Bidasse
- The Secret War of Harry Frigg
- Tropic Thunder
- McHale's Navy
- What Did You Do in the War, Daddy?
- Biloxi Blues
- Cadence
- Forrest Gump
- Enlisted
- Stripes, les bleus

## En Italie
- 1962 : Deux de la légion (I due della legione) de Lucio Fulci
- 1965 : Le Farfelu du régiment (Come inguaiammo l'esercito) de Lucio Fulci
- 1965 : Les Deux Parachutistes (I due parà) de Lucio Fulci
- 1965 : Deux bidasses et le général (Due marines e un generale) de Luigi Scattini
- 1971 : Deux Corniauds au régiment (Armiamoci e partite!) de Nando Cicero
- 1976 : La Toubib du régiment (La dottoressa del distretto militare) de Nando Cicero

## Israël
- 1979 : Les Bidasses dans la mélasse (Imi Hageneralit).

## En Suisse
- 1938 : Le Fusilier Wipf
- 1959 : HD-Soldat Läppli
- 2003 : À vos marques, prêts, Charlie!
- 2013 : Achtung, fertig, WK!